# Nederlands instituut voor vliegtuigontwikkeling en ruimtevaart
Het Nederlands instituut voor vliegtuigontwikkeling en ruimtevaart (NIVR) was sinds 1947 de Nederlandse organisatie voor lucht- en ruimtevaart. Zij bemiddelde tussen wetenschappers, kennisinfrastructuur, gebruikers, bedrijfsleven en overheid op luchtvaart- en ruimtevaartgebied. De NIVR was gevestigd in Delft.

## Opheffing
Sinds 1 juli 2009 zijn de ruimtevaartactiviteiten van het NIVR opgegaan in de nieuwe Nederlandse ruimtevaartorganisatie Netherlands Space Office (NSO) en de luchtvaart activiteiten in SenterNovem.

## Doelen
Het NIVR geeft adviezen en laat onderzoek uitvoeren. Verder verstrekt het opdrachten, financiële middelen en informatie op het gebied van vliegtuigontwikkeling, vliegtuiggebruik en ruimtevaart. Ook voert het in opdracht van bestuursorganen relevante subsidieregelingen uit.

## Projecten
De NIVR was als organisator betrokken bij ruimtevaartprojecten als de ANS, IRAS, BeppoSax en Sloshsat-FLEVO. In Europees verband wordt deelgenomen aan onder meer ESA en EUMETSAT.

### Nationaal programma
Het Nationaal programma is met name gericht op de ontwikkeling van instrumenten voor atmosfeeronderzoek (OMI, Ozone monitoring instrument op EOS-Aura en Sciamachy (SCanning Imaging Absorption SpectroMeter for Atmospheric Cartography) op de Envisat-satelliet. Als opvolger is TROPOMI (Advanced Imaging Absorption Spectrometer) ontwikkeld door TNO, SRON, KNMI en NIVR.

### Vliegtuigontwikkeling
Het NIVR bevordert de deelname van Nederlandse bedrijven en kennisinstellingen aan verschillende nieuwe vliegtuigprogramma’s zoals de militaire Joint Strike Fighter) als civiele (onder andere Airbus). Als speerpunten zijn Materialen, Motoren, Knowledge Based Engineering en Lean Manufacturing gekozen. NIVR speelde ook een rol bij de ontwikkeling van GLARE.

### Vliegtuiggebruik
Er zijn projecten voor onderzoek naar veiligheid, logistiek en innovatie.

### Operationeel gebruik van satellietdata
NIVR bevordert het gebruik van satellietdata voor aardobservatie, satellietnavigatie en satellietcommunicatie.
Het is betrokken bij de Europese projecten Galileo voor plaatsbepaling en GMES (Global Monitoring for Environment and Security)).